# Cis biroi
Cis biroi es una especie de coleóptero de la familia Ciidae.

## Distribución geográfica
Habita en Nueva Guinea.